# Biharugra
Biharugra là một thị trấn thuộc hạt Békés, Hungary. Thị trấn này có diện tích 52,84 km², dân số năm 2010 là 862 người, mật độ 16 người/km².